# XnView
XnView е многоплатформен графичен софтуер, който служи за преглед, конвертиране, организиране и редактиране на графични и видео файлове. XnView е безплатен, когато се използва с/за частна (лична), некомерсиална или образователна цел. Поддържа много файлови формати, както и изглед на потребителския интерфейса на 43 езика, включително и на български. Съществува и платена версия – XnView Deluxe.